# Alain Dassas
Alain Dassas (París, Francia 5 de agosto de 1946) fue el presidente de Renault F1 Team cuando el equipo se tituló campeón de Fórmula 1 de 2006.
Es graduado de la Escuela Superior de Comercio de París obteniendo el Diploma Europeo de Estudios Superiores. Su carrera profesional comienza en 1973 en el Manhattan Bank en diferentes áreas de análisis financiero hasta 1983 año de entrada en el grupo Renault donde desempeño cargos directivos en finanzas, relaciones bancarias, créditos y negociaciones. 
Tras la repentina renuncia de Patrick Faure se estrena como nuevo presidente de Renault F1 en el Gran Premio de Baréin de 2006 año en que la escudería se titularía campeona por segunda vez consecutiva. A Alain Dassas se le atribuye la respuesta positiva de Flavio Briatore de mantenerse como director deportivo en el equipo para la temporada 2007. En septiembre de 2007 es sustituido en la presidencia de Renault F1 por Bernard Rey, pasando a ocupar el cargo de Director Financiero de Nissan.